# BAFTA (премия, 1985)
38-я церемония вручения наград премии BAFTA

Лучший фильм:

Поля смерти

The Killing Fields
Лучший фильм на иностранном языке:

Кармен

Carmen
< 37-я Церемонии вручения 39-я >
38-я церемония вручения наград премии BAFTA, учреждённой Британской академией кино и телевизионных искусств, за заслуги в области кинематографа за 1984 год состоялась в 1985 году в Лондоне.

## Полный список победителей и номинантов
| Победители выделены отдельным цветом. |

### Основные категории
| Категории                                               | Победитель и номинанты                                                     |
| ------------------------------------------------------- | -------------------------------------------------------------------------- |
| Лучший фильм                                            | • «Поля смерти» — Дэвид Паттнэм                                            |
| Лучший фильм                                            | • «Костюмер» — Питер Йетс                                                  |
| Лучший фильм                                            | • «Париж, Техас» — Крис Зиверних, Анатоль Доман                            |
| Лучший фильм                                            | • «Частное торжество» — Марк Шивас                                         |
| Лучший фильм на иностранном языке                       | • «Кармен» (режиссёр — Карлос Саура; страна — Испания)                     |
| Лучший фильм на иностранном языке                       | • «Возвращение Мартина Герра» (режиссёр — Даниэль Винь; страна — Франция)  |
| Лучший фильм на иностранном языке                       | • «Воскресенье за городом» (режиссёр — Бертран Тавернье; страна — Франция) |
| Лучший фильм на иностранном языке                       | • «Любовь Свана» (режиссёр — Фолькер Шлендорф; страна — ФРГ, Франция)      |
| Лучшая режиссёрская работа                              | • Вим Вендерс — «Париж, Техас»                                             |
| Лучшая режиссёрская работа                              | • Ролан Жоффе — «Поля смерти»                                              |
| Лучшая режиссёрская работа                              | • Питер Йетс — «Костюмер»                                                  |
| Лучшая режиссёрская работа                              | • Серджо Леоне — «Однажды в Америке»                                       |
| Лучшая мужская роль                                     | • Хенг С. Нгор — «Поля смерти»                                             |
| Лучшая мужская роль                                     | • Сэм Уотерстон — «Поля смерти»                                            |
| Лучшая мужская роль                                     | • Альберт Финни — «Костюмер»                                               |
| Лучшая мужская роль                                     | • Том Кортни — «Костюмер»                                                  |
| Лучшая женская роль                                     | • Мэгги Смит — «Частное торжество»                                         |
| Лучшая женская роль                                     | • Ширли Маклейн — «Слова нежности»                                         |
| Лучшая женская роль                                     | • Хелен Миррен — «Дневник террориста»                                      |
| Лучшая женская роль                                     | • Мерил Стрип — «Силквуд»                                                  |
| Лучшая мужская роль второго плана                       | • Денхолм Эллиотт — «Частное торжество»                                    |
| Лучшая мужская роль второго плана                       | • Ральф Ричардсон — «Грейстоук: Легенда о Тарзане, повелителе обезьян»     |
| Лучшая мужская роль второго плана                       | • Иэн Холм — «Грейстоук: Легенда о Тарзане, повелителе обезьян»            |
| Лучшая мужская роль второго плана                       | • Майкл Элфик — «Парк Горького»                                            |
| Лучшая женская роль второго плана                       | • Лиз Смит — «Частное торжество»                                           |
| Лучшая женская роль второго плана                       | • Тьюсдей Уэлд — «Однажды в Америке»                                       |
| Лучшая женская роль второго плана                       | • Эйлин Аткинс — «Костюмер»                                                |
| Лучшая женская роль второго плана                       | • Шер — «Силквуд»                                                          |
| Самый многообещающий дебютант, исполнивший главную роль | • Хенг С. Нгор — «Поля смерти»                                             |
| Самый многообещающий дебютант, исполнивший главную роль | • Джон Линч — «Дневник террориста»                                         |
| Самый многообещающий дебютант, исполнивший главную роль | • Тим Рот — «Стукач»                                                       |
| Самый многообещающий дебютант, исполнивший главную роль | • Руперт Эверетт — «Другая страна»                                         |
| Лучший адаптированный сценарий                          | • «Поля смерти» — Брюс Робинсон                                            |
| Лучший адаптированный сценарий                          | • «Костюмер» — Рональд Харвуд                                              |
| Лучший адаптированный сценарий                          | • «Другая страна» — Джулиан Митчелл                                        |
| Лучший адаптированный сценарий                          | • «Париж, Техас» — Сэм Шепард                                              |
| Лучший оригинальный сценарий                            | • «Бродвей Дэнни Роуз» — Вуди Аллен                                        |
| Лучший оригинальный сценарий                            | • «Большое разочарование» — Лоуренс Кэздан, Барбара Бенедек                |
| Лучший оригинальный сценарий                            | • «Уют и радость» — Билл Форсайт                                           |
| Лучший оригинальный сценарий                            | • «Частное торжество» — Алан Беннет                                        |

### Другие категории
| Категории                            | Победитель и номинанты                                                                                      |
| ------------------------------------ | --- |
| Лучшая музыка к фильму               | • «Однажды в Америке» — Эннио Морриконе                                                                     |
| Лучшая музыка к фильму               | • «Кармен» — Пако Де Лусия                                                                                  |
| Лучшая музыка к фильму               | • «Париж, Техас» — Рай Кудер                                                                                |
| Лучшая музыка к фильму               | • «Поля смерти» — Майк Олдфилд                                                                              |
| Лучшая песня к фильму                | • Ghostbusters («Охотники за привидениями») — Рэй Паркер мл.                                                |
| Лучшая песня к фильму                | • I Just Called to Say I Love You («Женщина в красном») — Стиви Уандер                                      |
| Лучшая песня к фильму                | • No More Lonely Nights («Передай привет Брод-стрит») — Пол Маккартни                                       |
| Лучшая песня к фильму                | • Together in Electric Dreams («Электрические грёзы») — Джорджо Мородер, Филипп Оуки                        |
| Лучшая операторская работа           | • «Поля смерти» — Крис Менгес                                                                               |
| Лучшая операторская работа           | • «Грейстоук: Легенда о Тарзане, повелителе обезьян» — Джон Олкотт                                          |
| Лучшая операторская работа           | • «Индиана Джонс и храм судьбы» — Дуглас Слокомб                                                            |
| Лучшая операторская работа           | • «Однажды в Америке» — Тонино Делли Колли                                                                  |
| Лучшие визуальные эффекты            | • «Индиана Джонс и храм судьбы» — Джордж Гиббс, Деннис Мьюрен и другие…                                     |
| Лучшие визуальные эффекты            | • «В компании волков» — Кристофер Таккер, Алан Уибли                                                        |
| Лучшие визуальные эффекты            | • «Охотники за привидениями» — Ричард Эдланд                                                                |
| Лучшие визуальные эффекты            | • «Поля смерти» — Фред Крамер                                                                               |
| Лучший грим                          | • «Грейстоук: Легенда о Тарзане, повелителе обезьян» — Пол Энгелен, Питер Фрэмптон, Рик Бэйкер, Джоан Хиллс |
| Лучший грим                          | • «В компании волков» — Джейн Ройл, Кристофер Таккер                                                        |
| Лучший грим                          | • «Костюмер» — Алан Бойл                                                                                    |
| Лучший грим                          | • «Поля смерти» — Томми Мандерсон                                                                           |
| Лучший дизайн костюмов               | • «Однажды в Америке» — Габриэлла Пескуччи                                                                  |
| Лучший дизайн костюмов               | • «Бостонцы» — Дженни Беван, Джон Брайт                                                                     |
| Лучший дизайн костюмов               | • «В компании волков» — Элизабет Уоллер                                                                     |
| Лучший дизайн костюмов               | • «Любовь Свана» — Ивонн Сассино де Нель                                                                    |
| Лучшая работа художника-постановщика | • «Поля смерти» — Рой Уокер                                                                                 |
| Лучшая работа художника-постановщика | • «1984» — Аллан Кэмерон                                                                                    |
| Лучшая работа художника-постановщика | • «В компании волков» — Энтон Фёрст                                                                         |
| Лучшая работа художника-постановщика | • «Грейстоук: Легенда о Тарзане, повелителе обезьян» — Стюарт Крэйг                                         |
| Лучший монтаж                        | • «Поля смерти» — Джим Кларк                                                                                |
| Лучший монтаж                        | • «Другая страна» — Джерри Хэмблинг                                                                         |
| Лучший монтаж                        | • «Индиана Джонс и храм судьбы» — Майкл Кан                                                                 |
| Лучший монтаж                        | • «Под огнём» — Джон Блум, Марк Конт                                                                        |
| Лучший звук                          | • «Поля смерти» — Иэн Фуллер, Клайв Уинтер, Билл Роу                                                        |
| Лучший звук                          | • «Грейстоук: Легенда о Тарзане, повелителе обезьян» — Рой Бейкер, Лес Уиггинс и другие…                    |
| Лучший звук                          | • «Индиана Джонс и храм судьбы» — Бен Бёртт, Саймон Кэй, Лорел Ладевич                                      |
| Лучший звук                          | • «Кармен» — Карлос Фаруло, Альфонсо Маркос, Антонио Иллан                                                  |
| Лучший короткометражный фильм        | • The Dress — Ева Серени                                                                                    |
| Лучший короткометражный фильм        | • Killing Time — Крис О’Райлли                                                                              |
| Лучший короткометражный фильм        | • Samson and Delilah — Марк Пеплоу                                                                          |
| BAFTA Academy Fellowship Award       | • Джереми Айзекс — продюсер                                                                                 |